# Central Park Place
Central Park Place es un edificio residencial de 56 plantas de Nueva York. El edificio fue terminado en 1988, y se encuentra en 301 West 57th Street (entre Eighth Avenue y Ninth Avenue). Es uno de uno de los cien edificios más altos de Nueva York, con  191 metros de altura.

## Construcción
Central Park Place fue concebido, diseñado y construido de mediados a finales de la década de 1980. Tanto Central Park Place como sus vecinos CitySpire y Metropolitan Tower fueron inaugurados y puestos a la venta justo cuando la crisis en el mercado inmobiliario estaba afectando al mercado neoyorquino. A diferencia de Cityspire, Central Park Place pudo evitar la quiebra debido en parte a las ventas realizadas a extranjeros. El edificio consta de 301 viviendas y se compone de dos edificios separados: un edificio de seis plantas y la torre de cincuenta plantas.
En 1987, durante la construcción del rascacielos, una viga de madera de 2,5 metros cayó desde las plantas superiores debido a fuertes vientos y golpeó en la cabeza a un individuo de 30 años de edad mientras paseaba por 8th Avenue en la acera de enfrente del edificio. Sufrió un traumatismo craneoencefálico y presumiblemente falleció en el acto. El ayuntamiento de Nueva York paralizó los trabajos de construcción para esclarecer las causas del incidente. El constructor, que estaba dinero a cada día que pasaba sin poder construir, demandó al Ayuntamiento. A raíz de este suceso se implementó un nuevo requerimiento para los trabajos de construcción en rascacielos: debían contar con redes de protección situadas en espacios peatonales colindantes para evitar accidentes en caso de caída de material desde pisos superiores.
El estudio de arquitectura encargado del edificio es Davis Brody Bond y el promotor del mismo es William Zeckendorf.